# Новоэламская династия
Новоэламская династия — царская династия, правившая в 760—644 годах до н. э. в Эламе.
- Хумбан-тах-рах (760—742 годы до н. э.)
- Хумбан-никаш (742—717 годы до н. э.)
- Шутрук-Наххунте II (717—699 годы до н. э.)
- Халлутуш-Иншушинак II (699—693 годы до н. э.)
- Кутир-Наххунте IV (693—692 годы до н. э.)
- Хумбан-нимена (692—687 годы до н. э.)
- Хумбан-Халташ I (687—680 годы до н. э.)
- Шилхак-Иншушинак II (680—668 годы до н. э.?)
- Хумбан-Халташ II (678—675 годы до н. э.)
- Уртаки (675—663 годы до н. э.)
- Темпти-Хумпан-Иншушинак (668—653 годы до н. э.)
- Аттахамитти-Иншушинак (653—648 годы до н. э.)
- Хумбан-Халташ III (648—644 годы до н. э.)